# Pita barrada de Borneo
La pita barrada de Borneo(Hydrornis schwaneri) és una espècie d'ocell de la família dels pítidss (Pittidae) que habita els boscos de Borneo.